# Czynnik tolerancji glukozy
Czynnik tolerancji glukozy, GTF (ang. Glucose tolerance factor) – substancja chemiczna wytwarzana w wątrobie i uwalniana do krwi podczas wzrostu stężenia glukozy lub insuliny. W jej skład wchodzą m.in. chrom, niacyna, glicyna, kwas glutaminowy i cysteina. Czynnik ten wraz z insuliną ułatwia przechodzenie glukozy, aminokwasów i kwasów tłuszczowych do komórek, a także przyspiesza ich metabolizm.